# Montfrin
Montfrin är en kommun i departementet Gard i regionen Occitanien i södra Frankrike. Kommunen ligger i kantonen Aramon som tillhör arrondissementet Nîmes. År 2022 hade Montfrin 3 125 invånare.

## Befolkningsutveckling
Antalet invånare i kommunen Montfrin
Referens:INSEE